# Ingimundur Þorsteinsson
Ingimundur gamli Þorsteinsson (Thorsteinsson, apelidado o Velho, 850 – 935) foi um explorador e caudilho víquingue proveniente de Romsdal, Noruega. Neto de Ketil Raum, combateu ao lado de Harald I de Noruega na batalha de Hafrsfjord e foi um dos primeiros colonizadores conhecidos em Skagafjörður.
Ingimundur e os seu descendentes são os principais protagonistas da saga Vatnsdœla. Foi um dos primeiros colonizadores em Hóf, Vatnsdalur na Islândia e o primeiro goði do clã familiar dos Vatnsdælir.
De acordo com a saga Vatnsdœla, Ingimundur participou nas campanhas víquingues na Inglaterra, juntamente com o seu amigo Sæmundur suðureyski. No regresso o rei Haroldo predispos-lhe combater ao seu lado na batalha de Hafrsfjord, proposta que acabou por aceitar ao contrário de Sæmundr. Após a vitória, o rei proporcionou-lhe a oportunidade de se casar com a filha de um jarl, Vigdís Þórisdóttir (n. 885). Viajou para a Islândia sob recomendação do rei após um pressagio e fundou a sua fazenda em Hóf. Numa ocasião, Ingimundur decide levar para a Noruega dois filhotes de urso polar que havia encontrado para oferecer ao rei, visto que a espécie era desconhecida naquelas terras.
Sæmundur também viajou para a Islândia e estabeleceu um assentamento em Sæmundarhlíð, praça que adquire o seu nome. O sobrinho de Sæmundur, Hrólleifur Arnaldsson, era um jovem problemático. Após um confronto com um filho de Höfða-Þórður Bjarnason acaba por matá-lo, sendo então declarado culpado. Assim, Sæmundr enviou Ingimundur com o seu sobrinho, que não tardaria em arranjar problemas com um dos seus filhos através de provocações sobre o seu pai, que era já bastante velho e cego; por fim tiveram uma séria disputa e Hrolleifur atravessou-lhe uma lança, provocando-lhe a morte um pouco mais tarde. Os filhos de Ingimundur encontraram-no morto sentado em sua casa e perseguiram Hrolleifur, acabando por o matar por vingança.
Ingimundur é também mencionado na saga de Grettir, e na saga de Finnboga ramma.

## Herdeiros
Teve cinco filhos, Þorsteinn Ingimundarson que permaneceu em Hóf; Jökull que fundou a sua propriedade em Jökulsstaðir a qual adquire o seu nome; Þórir (n. 910) teve o seu próprio goðorð a baixo das montanhas; Högni (n. 908) que se dedicou à navegação, e Smiður (n. 895) que se estabelece no centro do vale. Teve ainda duas filhas, Þórdís (n. 906) que se casou com o víquingue norueguês Hallórmur e dessa união nasceu Þorgrímur Hallórmsson, e Jórunn (n. 916) que se casou com Ásgeir Auðunsson.